# Harold Barclay
Harold Barclay (ur. 3 stycznia 1924 w Newton, zm. 20 grudnia 2017 w Vernon) – kanadyjski antropolog i wykładowca na Uniwersytet Alberty w Edmonton. Jego badania koncentrowały się na społeczeństwie wiejskim we współczesnym Egipcie i północnym arabskim Sudanie, a także na antropologii politycznej i antropologii religii. Był również autorem wielu tekstów dotyczących myśli anarchistycznej, w których skupiał się przede wszystkim na teoriach dotyczących struktury i opresyjnych systemów państwa oraz tego, jak społeczeństwo funkcjonowałoby bez formalnego rządu.

## Ważniejsze prace
- Buurri al Lamaab, a suburban village in the Sudan, Cornell studies in anthropology. Ithaca, N.Y.: Cornell University Press, 1964.
- The role of the horse in man's culture, London: J.A. Allen, 1980. ISBN 0-85131-329-9
- Culture: the human way. Calgary, Canada: Western Publishers, 1986. ISBN 0-919119-11-5
- Anthropology and Anarchism, Cambridge: the Anarchist Encyclopaedia, 1986.
- People without Government: An Anthropology of Anarchy, Seattle: Left Bank Books, 1990. ISBN 0-919119-11-5
- Culture and anarchism, London: Freedom Press, 1997. ISBN 0-900384-84-0
- The state, London: Freedom Press, 2003. ISBN 1-904491-00-6
- Longing for Arcadia: memoirs of an anarcho-cynicalist anthropologist, Victoria, B.C.: Trafford, 2005. ISBN 1-4120-5679-9